# Наумофф, Крис
Крис Наумофф  (англ. Chris Naumoff ; макед. Кристофер Наумов; род. 29 июня 1995, Сидней, Новый Южный Уэльс, Австралия) — австралийский футболист и тренер македонского происхождения, полузащитник.

## Карьера

### Молодёжная карьера
Наумофф начинал свою карьеру в клубе «Менай Хокс», позже выступал в молодёжной команде «Саверленд Шаркс» с которой выиграл молодёжный чемпионат и звание Лучшего молодого игрока 2012 года. В 2012 году перешёл в молодёжную команду клуба А-Лиги «Сидней», с которой выиграл молодёжный турнир Thanhnien Newspaper Cup.

### Клубная карьера
В 2013 году Фрэнк Фарина стал привлекать Криса к тренировкам с основным составом. Дебютировал в основной команде 11 октября 2013 года в матче А-Лиги против клуба « Ньюкасл Джетс» выйдя на замену на 90 минуте. В июле 2014 года подписал контракт с клубом на два года. После завершения сезона 2015/16 контракт с Крисом продлён не был и он покинул клуб.
16 июня 2016 года Наумофф подписал трёхлетний контракт с клубом Сегунды «Нумансия». Позднее контракт был расторгнут по медицинским показателям.
У Криса была диагностирована гипертрофическая кардиомиопатия (ГКМП). 4 июля 2016 года он объявил о завершении профессиональной карьеры из-за проблем со здоровьем в возрасте 21 год.

### Тренерская карьера
В 2016 году присоединился к клубу «Рокдэйл Сити Санз» в качестве молодёжного тренера, а также отметил намерение основать собственную академию, что он впоследствии сделал. На данный момент работает тренером в Сиднейской грамматической школе.